# Abadía de Nonnberg

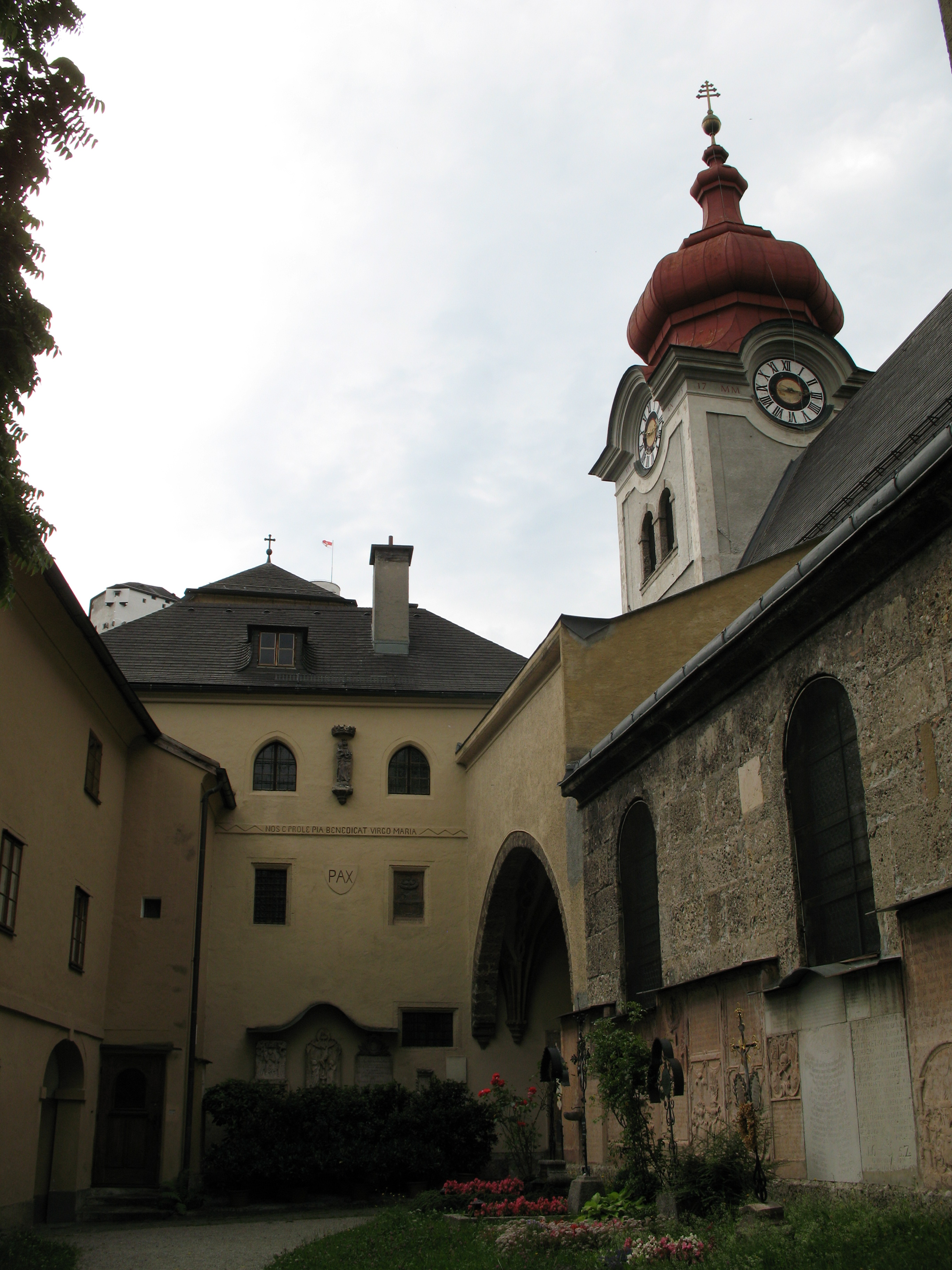
Abadía de Nonnberg.

La abadía de Nonnberg (en alemán: Benediktinenstift Nonnberg), monasterio en el monte de las monjas) es un monasterio benedictino situado en Salzburgo, Austria. Se hizo internacionalmente conocido por una de sus antiguas novicias, María Augusta Kutschera, cuya vida sirvió de base para la película The Sound of Music, conocida como La novicia rebelde en Hispanoamérica y como Sonrisas y lágrimas en España.
El monasterio fue fundado en el año 714 por san Ruperto de Salzburgo, siendo el convento femenino más antiguo en los países germanófonos. La primera abadesa fue santa Erentrudis de Salzburgo, sobrina o hermana de san Ruperto.
El dinero para mantener el convento fue proporcionado por Teodeberto I, duque de Baviera y aumentado por el emperador Enrique II, que también era duque de Baviera.
La abadía se independizó hacia el año 987 y fue reconstruida alrededor del año 1000. El edificio sufrió graves daños en un incendio ocurrido en 1423, procediéndose a su reconstrucción entre 1464 y 1509. En 1624 se amplió la iglesia con la adición de tres capillas laterales. En la década de 1880 se acometió una profunda restauración en estilo barroco.
La iglesia conventual, Kirche Mariae Himmelfahrt (iglesia de la Asunción de María), mantiene el estilo gótico del siglo XV. En su fachada ciega se ha incorporado un campanario y en el lado derecho, una portada con estatuas de estilo gótico tardío. En el interior destaca la Johannes-Kapelle, capilla dedicada a Juan el Bautista.